# Thomas J. Reese
Thomas J. Reese is een Amerikaans jezuïet, auteur en de voormalige hoofdredacteur van America, een katholiek weekblad. 

## Levensloop
Reese trad in bij de jezuïeten in 1962 en studeerde aan de  Saint Louis University, de Jesuit School of Theology in Berkeley en de University of California - Berkeley. Hij werd tot priester gewijd in 1974. Tussen 1978 en 1985 schreef hij voor America en tussen 1998 en 2005 was hij er hoofdredacteur.

## Werken

### Boeken
- The Politics of Taxation. Westport, CT: Greenwood Press, 1980

- Archbishop: Inside the Power Structure of the American Catholic Church, San Francisco: Harper & Row, 1989

- Episcopal Conferences: Historical, Canonical, and Theological Studies (editor), Washington, DC: Georgetown University Press, 1989

- The Universal Catechism Reader (editor), San Francisco: HarperCollins, 1990

- A Flock of Shepherds: The National Conference of Catholic Bishops, Kansas City, MO.: Sheed & Ward, 1992

- Inside the Vatican: The Politics and Organization of the Catholic Church,  Cambridge, MA.: Harvard University, 1996, vertaald in het Nederlands (1998), het Duits (1998) en het Portugees (1998/1999)

### Monografieën
- Communication II: Decision-Making Examined,  Jesuit Self-Study California/Oregon Provinces, 1969

- The Generation Gap,  Jesuit Self-Study California/Oregon Provinces, 1971

- 95th Congress Rated on Tax Reform, Arlington, VA: Taxation with Representation, 1978

- Co-Discipleship in Action: Bishops and Laity in Dialogue, Woodstock Theological Center, 1991